# カトリック・シャローム・コミュニティ
カトリック・シャローム・コミュニティ（ポルトガル語：Comunidade Católica Shalom）は、カトリック教会によって「新しいコミュニティ」と呼ばれるものの国際私的信者協会として認識されています。カトリック教会のコミュニティであるシャローム・コミュニティは、そのメンバーの献身的な生活を通じて、自らの仕事を行っています。
カトリック・シャローム・コミュニティ、1982年にモイセス・ロウロ・アゼヴェード・フィーリョによって設立されました。この時期、特に第二バチカン公会議以降、教会は若者に世界に参加し、変革の種、平和の構築者となることを呼びかけました。そのため、同じ理想に結集した若者たちは集まり、この運動を形成しました。この運動は後にブラジルに拡大しました。シャロームという言葉は、彼ら自身を表現する際に用いられ、調和、統一、祝福、喜び、平和を意味します。彼らのカリスマは、若者による若者の伝道であり、教会や社会におけるキリストの顔であることを目指しています。
カトリックカリスマ更新は、カフェテリアを神に引きつける手段として利用しました。現在、この運動は国内で1万人以上のメンバーを擁する大規模なコミュニティとなっています。
このコミュニティには、ブラジル全土のさまざまな地域に散在する60以上のミッションに数百の祈りのグループがあり、フランス、カナダ、イタリア、イスラエル、ハンガリー、アルジェリア、マダガスカル、スイス、ウルグアイ、チリ、ガイアナ、フランス、イングランド、アメリカ合衆国、パラグアイ、ボリビア、エクアドル、チュニジア、ペルー、ポルトガル、スペイン、カーボベルデ、モザンビーク、パナマ、アルゼンチン、フィリピン、ポーランド、ドイツなどのさまざまな国々にも広がっています。これらのグループやカテケティックなどのさまざまなイベントやキリスト教の形成コースやリトリートを宣伝し、地元の司教の要請に応じて行っています。

## 教皇の認定
このコミュニティは、2007年に「信者の国際私的協会」としての教皇の認定を受け、2月22日から有効な布告を受けました。新しいコミュニティは、教会内の最近の現実であり、ますます数が増え、教会の使徒的活動に非常に存在感があります。長い間、様々な教区で徐々に承認されてきましたが、教皇レベルでの承認も徐々に始まっています.
認定を受けた期間中、シャローム・コミュニティは、世界中の数百の新しいコミュニティの中で3番目に受けた最初のものであり、ラテンアメリカでは初めてのものでした。この布告は、2007年3月13日にローマで創設者であるモイセス・ロウロ・アゼヴェード・フィーリョに手渡され、このイベントのためにローマで華やかな三連祭が行われ、コミュニティが存在するさまざまな教区や国からの巡礼者が参加しました。
カトリック・シャローム・コミュニティが教皇庁から認可を受けた際、最も印象的な一言は、もちろん、ベネディクト16世法王が「常に宣教する教会であれ！」と述べたことでした。
２０１２年５月、コミュニティの３０周年記念式典で、カトリック・シャローム・コミュニティは、教皇ベネディクト16世から「信徒に関する教皇評議会」を通じて、その 定期的な認識 と 定款の承認 を受けました。
エミール・ノゲイラ氏、カトリック・シャローム・コミュニティ共同創設者によれば、この認識は：
1. それは職業とその生活様式を真実として認証します。
2. それは世界中のどこにでも教会の必要性を宣言します。
3. それは教会をコミュニティの責任者とします。

２０１７年９月、コミュニティの創設３５周年記念式典の際、約３０００人のメンバーが教皇フランシスコによってバチカン市国でプライベートオーディエンスで歓迎されました。

## 通信
コミュニティは24時間のAMラジオ番組を提供しています。フォルタレザのラジオシャロム690 AMは、その番組でブラジル国内および世界中のインターネットユーザーと対話します。コミュニティポータルからアクセスできます。
2019年7月24日、カトリック・シャローム・コミュニティの最初のFM放送局であるShalom FM 91.7が開局しました。これはフォルタレザ都市圏のパカジュスのBoa Nova Radio 1410のAM-FM移行局です。

## See also
- Canção Nova Community
- Missionário Shalom

## External links
- Shalom Portal
- Halleluya Festival
- Shalom Radio Network
- Shalom High School
- Ronaldo Pereira Virtual Museum

Template:Catholic laity